# Premierzy Kuby

## Chronologiczna lista premierów Kuby
| Osoba                                        | Osoba          | Osoba                                 | Kadencja             | Kadencja                  | Partia polityczna                         |
| #                                            | Portret        | Imię i Nazwisko                       | Od                   | Do                        | Partia polityczna                         |
| -------------------------------------------- | -------------- | ------------------------------------- | -------------------- | ------------------------- | ----------------------------------------- |
| Premierzy Republiki Kuby                     |                |                                       |                      |                           |                                           |
| 1                                            |                | Carlos Saladrigas (1900–1956)         | 10 października 1940 | 16 sierpnia 1942          | Demokratyczna Koalicja Socjalistyczna     |
| 2                                            |                | Ramón Zaydín (1895–1968)              | 16 sierpnia 1942     | 16 marca 1944             | Demokratyczna Koalicja Socjalistyczna     |
| 3                                            |                | Anselmo Alliegro (1899–1961)          | 16 marca 1944        | 10 października 1944      | Demokratyczna Koalicja Socjalistyczna     |
| 4                                            |                | Félix Lancís Sánchez (1900–1976)      | 10 października 1944 | 13 października 1945      | Kubańska Partia Rewolucyjna (Autentyczna) |
| 5                                            |                | Carlos Prío Socarrás (1903–1977)      | 13 października 1945 | 1 maja 1947               | Kubańska Partia Rewolucyjna (Autentyczna) |
| 6                                            |                | Raúl López del Castillo (1893–1963)   | 1 maja 1947          | 10 października 1948      | Kubańska Partia Rewolucyjna (Autentyczna) |
| 7                                            |                | Manuel Antonio de Varona (1908–1992)  | 10 października 1948 | 6 października 1950       | Kubańska Partia Rewolucyjna (Autentyczna) |
| 8                                            |                | Félix Lancís Sánchez (1900–1976)      | 6 października 1950  | 1 października 1951       | Kubańska Partia Rewolucyjna (Autentyczna) |
| 9                                            |                | Óscar B. Gans (1903–1965)             | 1 października 1951  | 10 marca 1952             | Postępowa Partia Akcji                    |
| 10                                           |                | Fulgencio Batista (1901–1973)         | 10 marca 1952        | 4 kwietnia 1952           | Postępowa Partia Akcji                    |
| wakat (4 kwietnia 1952 – 14 sierpnia 1954)   |                |                                       |                      |                           |                                           |
|                                              |                | Andrés Domingo (1892–1979) tymczasowo | 14 sierpnia 1954     | 24 lutego 1955            | bezpartyjny                               |
| 11                                           |                | Jorge García Montes (1896–1982)       | 24 lutego 1955       | 26 marca 1957             | Postępowa Partia Akcji                    |
| 12                                           |                | Andrés Rivero Agüero (1905–1996)      | 26 marca 1957        | 6 marca 1958              | Postępowa Partia Akcji                    |
| 13                                           |                | Emilio Núñez Portuondo (1898–1978)    | 6 marca 1958         | 12 marca 1958             | Postępowa Partia Akcji                    |
| 14                                           |                | Gonzalo Güell (1895–1985)             | 12 marca 1958        | 1 stycznia 1959           | Postępowa Partia Akcji                    |
| 15                                           |                | José Miró Cardona (1902–1974)         | 5 stycznia 1959      | 13 lutego 1959            | bezpartyjny                               |
| 16                                           |                | Fidel Castro (1926–2016)              | 16 lutego 1959       | 2 grudnia 1976            | Komunistyczna Partia Kuby                 |
| Przewodniczący Rady Ministrów Republiki Kuby |                |                                       |                      |                           |                                           |
| 1                                            |                | Fidel Castro (1926–2016)              | 3 grudnia 1976       | 24 lutego 2008            | Komunistyczna Partia Kuby                 |
| 2                                            |                | Raúl Castro (1931–)                   | 31 lipca 2006        | 24 lutego 2008 tymczasowo | Komunistyczna Partia Kuby                 |
| 2                                            | 24 lutego 2008 | Raúl Castro (1931–)                   | 19 kwietnia 2018     |                           | Komunistyczna Partia Kuby                 |
| 3                                            |                | Miguel Díaz-Canel (1960–)             | 19 kwietnia 2018     | 21 grudnia 2019           | Komunistyczna Partia Kuby                 |
| Premierzy Kuby                               |                |                                       |                      |                           |                                           |
| 1                                            |                | Manuel Marrero Cruz (1963-)           | 21 grudnia 2019      |                           | Komunistyczna Partia Kuby                 |